# Lista listelor de orașe după țară
Aceasta este o listă de liste de orașe clasificate după țară.

## A
- Lista orașelor din Afganistan
- Lista orașelor din Africa de Sud
- Lista orașelor din Albania
- Lista orașelor din Algeria
- Lista orașelor din Andorra
- Lista orașelor din Anglia
- Lista orașelor din Angola
- Lista orașelor din Arabia Saudită
- Lista orașelor din Argentina
- Lista orașelor din Armenia
- Lista orașelor din Azerbaidjan
- Lista orașelor din Australia
- Lista orașelor din Austria

## B
- Lista orașelor din Bahamas
- Lista orașelor din Bahrain
- Lista orașelor din Bangladesh
- Lista orașelor din Barbados
- Lista orașelor din Belize
- Lista orașelor din Belgia
- Lista orașelor din Benin
- Lista orașelor din Belarus
- Lista orașelor din Butan
- Lista orașelor din Bolivia
- Lista orașelor din Bosnia și Herțegovina
- Lista orașelor din Botswana
- Lista orașelor din Brazilia
- Lista orașelor din Bulgaria
- Lista orașelor din Burkina Faso
- Lista orașelor din Burundi

| Cuprins: A B C D E F G H I J K L M N O P Q R S T U V W X Y Z |

## C
- Lista orașelor din Cambodgia
- Lista orașelor din Camerun
- Lista orașelor din Canada
- Lista orașelor din Capul Verde
- Lista orașelor din Republica Cehă
- Lista orașelor din Republica Centrafricană
- Lista orașelor din Chile
- Lista orașelor din China
- Lista orașelor din Ciad
- Lista orașelor din Cipru
- Lista orașelor din Coasta de Fildeș
- Lista orașelor din Columbia
- Lista orașelor din Republica Congo
- Lista orașelor din Republica Democrată Congo
- Lista orașelor din Coreea de Nord
- Lista orașelor din Coreea de Sud
- Lista orașelor din Costa Rica
- Lista orașelor din Croația
- Lista orașelor din Cuba

| Cuprins: A B C D E F G H I J K L M N O P Q R S T U V W X Y Z |

## D
- Lista orașelor din Danemarca
- Lista orașelor din Djibouti
- Lista orașelor din Dominica
- Lista orașelor din Republica Dominicană

| Cuprins: A B C D E F G H I J K L M N O P Q R S T U V W X Y Z |

## E
- Lista orașelor din Ecuador
- Lista orașelor din Egipt
- Lista orașelor din El Salvador
- Lista orașelor din Elveția
- Lista orașelor din Emiratele Arabe Unite
- Lista orașelor din Eritreea
- Lista orașelor din Estonia
- Lista orașelor din Etiopia

| Cuprins: A B C D E F G H I J K L M N O P Q R S T U V W X Y Z |

## F
- Lista orașelor din Insulele Faroe
- Lista orașelor din Fiji
- Lista orașelor din Filipine
- Lista orașelor din Finlanda
- Lista orașelor din Franța

| Cuprins: A B C D E F G H I J K L M N O P Q R S T U V W X Y Z |

## G
- Lista orașelor din Gabon
- Lista orașelor din Gambia
- Lista orașelor din Georgia
- Lista orașelor din Germania
- Lista orașelor din Ghana
- Lista orașelor din Grecia
- Lista orașelor din Groenlanda
- Lista orașelor din Guatemala
- Lista orașelor din Guineea
- Lista orașelor din Guineea-Bissau
- Lista orașelor din Guineea Ecuatorială
- Lista orașelor din Guiana

| Cuprins: A B C D E F G H I J K L M N O P Q R S T U V W X Y Z |

## H
- Lista orașelor din Haiti
- Lista orașelor din Honduras
- Lista orașelor din Hong Kong

| Cuprins: A B C D E F G H I J K L M N O P Q R S T U V W X Y Z |

## I
- Lista orașelor din India
- Lista orașelor din Indonezia
- Lista orașelor din Iordania
- Lista orașelor din Irak
- Lista orașelor din Iran
- Lista orașelor din Irlanda
- Lista orașelor din Islanda
- Lista orașelor din Israel
- Lista orașelor din Italia

| Cuprins: A B C D E F G H I J K L M N O P Q R S T U V W X Y Z |

## J
- Lista orașelor din Jamaica
- Lista orașelor din Japonia

| Cuprins: A B C D E F G H I J K L M N O P Q R S T U V W X Y Z |

## K
- Lista orașelor din Kazahstan
- Lista orașelor din Kârgâzstan
- Lista orașelor din Kenya
- Lista orașelor din Kiribati
- Lista orașelor din Kosovo
- Lista orașelor din Kuweit

| Cuprins: A B C D E F G H I J K L M N O P Q R S T U V W X Y Z |

## L
- Lista orașelor din Laos
- Lista orașelor din Letonia
- Lista orașelor din Lesotho
- Lista orașelor din Liban
- Lista orașelor din Liberia
- Lista orașelor din Libia
- Lista orașelor din Liechtenstein
- Lista orașelor din Lituania
- Lista orașelor din Luxemburg

| Cuprins: A B C D E F G H I J K L M N O P Q R S T U V W X Y Z |

## M
- Lista orașelor din Macedonia
- Lista orașelor din Madagascar
- Lista orașelor din Malawi
- Lista orașelor din Malaysia
- Lista orașelor din Maldive
- Lista orașelor din Mali
- Lista orașelor din Malta
- Lista orașelor din Maroc
- Lista orașelor din Insulele Marshall
- Lista orașelor din Mauritania
- Lista orașelor din Mauritius
- Lista orașelor din Mexic
- Lista orașelor din Micronezia
- Lista orașelor din Republica Moldova
- Lista orașelor din Monaco
- Lista orașelor din Mongolia
- Lista orașelor din Muntenegru
- Lista orașelor din Mozambic
- Lista orașelor din Myanmar

| Cuprins: A B C D E F G H I J K L M N O P Q R S T U V W X Y Z |

## N
- Lista orașelor din Namibia
- Lista orașelor din Nauru
- Lista orașelor din Nepal
- Lista orașelor din Noua Zeelandă
- Lista orașelor din Nicaragua
- Lista orașelor din Niger
- Lista orașelor din Nigeria
- Lista orașelor din Norvegia

| Cuprins: A B C D E F G H I J K L M N O P Q R S T U V W X Y Z |

## O
- Lista orașelor din Olanda
- Lista orașelor din Oman

| Cuprins: A B C D E F G H I J K L M N O P Q R S T U V W X Y Z |

## P
- Lista orașelor din Pakistan
- Lista orașelor din Panama
- Lista orașelor din Papua Noua Guinee
- Lista orașelor din Paraguay
- Lista orașelor din Peru
- Lista orașelor din Polonia
- Lista orașelor din Portugalia

| Cuprins: A B C D E F G H I J K L M N O P Q R S T U V W X Y Z |

## Q
- Lista orașelor din Qatar

| Cuprins: A B C D E F G H I J K L M N O P Q R S T U V W X Y Z |

## R
- Lista orașelor din Regatul Unit
- Lista orașelor din România
- Lista orașelor din Rwanda
- Lista orașelor din Rusia

| Cuprins: A B C D E F G H I J K L M N O P Q R S T U V W X Y Z |

## S
- Lista orașelor din Sahara de Vest
- Lista orașelor din Samoa
- Lista orașelor din São Tomé și Príncipe
- Lista orașelor din Senegal
- Lista orașelor din Serbia
- Lista orașelor din Sierra Leone
- Lista orașelor din Siria
- Lista orașelor din Slovacia
- Lista orașelor din Slovenia
- Lista orașelor din Insulele Solomon
- Lista orașelor din Somalia
- Lista orașelor din Spania
- Lista orașelor din Sri Lanka
- Lista orașelor din Statele Unite ale Americii
- Lista orașelor din Sudan
- Lista orașelor din Suedia
- Lista orașelor din Suriname
- Lista orașelor din Swaziland

| Cuprins: A B C D E F G H I J K L M N O P Q R S T U V W X Y Z |

## T
- Lista orașelor din Tadjikistan
- Lista orașelor din Taiwan
- Lista orașelor din Tanzania
- Lista orașelor din Thailanda
- Lista orașelor din Timorul de Est
- Lista orașelor din Togo
- Lista orașelor din Trinidad-Tobago
- Lista orașelor din Tunisia
- Lista orașelor din Turcia
- Lista orașelor din Turkmenistan
- Lista orașelor din Tuvalu

| Cuprins: A B C D E F G H I J K L M N O P Q R S T U V W X Y Z |

## U
- Lista orașelor din Uganda
- Lista orașelor din Ucraina
- Lista orașelor din Ungaria
- Lista orașelor din Uruguay
- Lista orașelor din Uzbekistan

| Cuprins: A B C D E F G H I J K L M N O P Q R S T U V W X Y Z |

## V
- Lista orașelor din Venezuela
- Lista orașelor din Vietnam

## Y
- Lista orașelor din Yemen

| Cuprins: A B C D E F G H I J K L M N O P Q R S T U V W X Y Z |

## Z
- Lista orașelor din Zambia
- Lista orașelor din Zimbabwe